# 광주고등학교 (광주)
광주고등학교(光州高等學校)는 대한민국 광주광역시 동구 계림동에 있는 공립 고등학교이다.

## 학교 연혁
- 1951년 9월 28일 : 광주고 3년제 개교, 설립근거 학제 개편(대통령령528호, 1951.8.14.)으로 6-3-3제로 변경, 6년제이던 동중+서중의 4~6학년이 광주고등학교에 편입(1~3년)
- 1951년 10월 26일 : 개교기념일 제정
- 1952년 3월 31일 : 광주고등학교 제1회 졸업식 (469명 졸업)
- 1954년 5월 1일 : 광주고등학교 병설 광주동중학교 3년제 개교
- 1955년 10월 21일 : 도서관(세종관) 준공
- 1972년 1월 14일 : 광주동중학교(3년제 중학) 제17회 졸업식 (최종 졸업) (1회～17회 졸업생 4,672명)
- 1973년 12월 3일 : 체육관(홍익관) 준공
- 1975년 3월 1일 : 부설 방송통신고등학교 개교
- 1991년 2월 25일 : 본관 준공
- 1998년 9월 25일 : 식당(섭양관) 및 음악당 준공
- 2002년 5월 31일 : 기숙사(우정학사) 준공
- 2002년 8월 16일 : 과학관(창학관) 준공
- 2004년 3월 24일 : 계림대 준공
- 2004년 10월 9일 : 다목적 강당(홍익관) 리모델링 개관
- 2007년 5월 30일 : 광고문학관(光高文學館) 개관
- 2015년 10월 20일 : 자율형 공립고등학교 재지정(16.3.~21.2 5년)
- 2017년 10월 15일 : 광고문학관(光高文學館) 이전 개관(계림동산 앞)
- 2024년 3월 1일 : 자율형공립고2.0 지정(5년)
- 2024년 9월 1일 : 제28대 김선성 교장 취임
- 2025년 1월 24일 : 제74회 졸업생 196명, 총 34,333명
- 2025년 3월 4일 : 제77회 신입생 202명 입학

광주4월혁명발상기념탑

## 참고 자료
- 광주고등학교 - 한국교육학술정보원 학교알리미